# Resolutie 350 Veiligheidsraad Verenigde Naties
Resolutie 350 van de Veiligheidsraad van de Verenigde Naties werd aangenomen op 31 mei 1974. Dertien leden stemden voor de resolutie. China en Irak namen niet deel aan de stemming. De resolutie richtte de UNDOF-waarnemingsmacht op om toe te zien op het staakt-het-vuren tussen Syrië en Israël.

## Achtergrond
In 1973 brak de twee weken durende Jom Kipoeroorlog uit, waarin Syrië samen met Egypte een aanval op Israël lanceerde. Op aandringen van de Verenigde Naties werd een staakt-het-vuren bereikt. Er werd ook besloten over te gaan tot onderhandelingen. Tijdens die oorlog bezette Israël de Golanhoogten, die het in 1981 annexeerde.

## Inhoud
De Veiligheidsraad:
- Heeft het rapport van secretaris-generaal Kurt Waldheim in beschouwing genomen en diens verklaring gehoord.

1. Verwelkomt het akkoord over het neerleggen van de wapens tussen Israël en Syrië dat werd onderhandeld in navolging van resolutie 338.
2. Neemt akte van het rapport van de secretaris-generaal, de bijlagen en zijn verklaring.
3. Beslist onmiddellijk een waarnemingsmacht op te richten om toe te zien op het neerleggen van de wapens.
4. Vraagt de secretaris-generaal om de Veiligheidsraad op de hoogte te houden van de verdere ontwikkelingen.

## Verwante resoluties
- Resolutie 346 Veiligheidsraad Verenigde Naties
- Resolutie 347 Veiligheidsraad Verenigde Naties
- Resolutie 362 Veiligheidsraad Verenigde Naties
- Resolutie 363 Veiligheidsraad Verenigde Naties

Lijst ·  345 ·  346 ·  347 ·  348 ·  349 ·  350 ·  351 ·  352 ·  353 ·  354 ·  355 ·  356 ·  357 ·  358 ·  359 ·  360 ·  361 ·  362 ·  363 ·  364 ·  365 ·  366